# 清水香織
清水 香織 (しみず かおり、1973年7月12日 - ) は、栃木県那須塩原市出身のプロ雀士である。所属は日本プロ麻雀連盟で、連盟内の段位は五段。2024年度より北関東副支部長に就任。
ニックネームは「セメントクィーン」。女流プロ史上初のG1タイトル獲得者。師匠は沢崎誠。

## 人物
- 第1回大会で優勝を果たした女流モンド杯では、以来選手として出場していたが、14/15シーズンより解説として番組のナビゲーターを務めた。そして21/22シーズンにおいてMONDO推薦枠として、8年ぶりに選手として復帰。予選を勝ち抜き、決勝に駒を進め、最終戦の半荘では魚谷侑未との熾烈な争いを制し、第1回以来実に18年ぶりとなる女流モンド杯優勝を果たした。さらに同シーズン女流モンド杯優勝者としてモンド王座決定戦に進出し、現モンド王座、モンド名人、モンド杯優勝者という最高峰の相手と決定戦を戦い、見事2冠となる第18回モンド王座に輝いた。後のインタビューで清水は、選手として復帰して負けたら女流モンド杯からは引退する覚悟で臨んでいたと語っている。[9]

## 雀風
- スーパー攻撃型。
- 好きな手役は一気通貫。両面待ちの高目一気通貫の形より、辺張待ちの確定一気通貫の形を好むほどである。

## 獲得タイトル
- 王位 (第27期)
- モンド王座 (第18回)
- 女流桜花 (第5期・第19期)
- プロクイーン (第2期)
- 皇帝位 (第3期)

## 主な戦績
- 女流モンド杯 優勝 (第1回・第19回・第22回)
- 天空麻雀 優勝 (第2回・第3回・第13回)
- リーチ麻雀世界選手権 予選1位 (第4回)

## 作品

### 一般DVD
- プロ麻雀リーグ 女流雀士編（2005年3月30日、エイベックス）

## 出演

### オリジナルビデオ
- 兎USAGI～野性の闘牌～（2013年2月15日、ジーピー・ミュージアム）監督:薬師寺光幸 闘牌指導:土井泰昭[10]
- むこうぶち16 高レート裏麻雀列伝 無邪気（2019年1月25日、GPミュージアム）監督:片岡修二[11]

### テレビ
- MONDO麻雀プロリーグ（MONDO21）